# Alypiodes stuarti
Alypiodes stuarti là một loài bướm đêm trong họ Noctuidae.